# Ostriež (Malé Karpaty)
Ostriež je vrchol v geomorfologickém celku Malé Karpaty.

## Poloha
Nachází se na severním okraji podcelku Brezovské Karpaty a dosahuje nadmořské výšky 370 m n. m. Od zbytku pohoří na jihu a východě je masiv oddělen údolím Brezovského potoka, který zde vytváří oblouk. Vrch leží na území města Brezová pod Bradlom, jihojihozápadně od centra města.  Vrch má téměř pravidelný oválný půdorys, nejstrmější jsou východní svahy a je převážně zalesněný.
Přímo na jižním úpatí vrchu se nachází železniční stanice Brezová pod Bradlom.